# Beloso
Beloso es un barrio de Pamplona, capital de Navarra. Está situado al este de la ciudad, camino a Burlada. Está situado sobre la ripa que domina el río Arga, por ello se denomina con más precisión Beloso Alto, para diferenciarlo de la zona situado debajo de esa misma ripa, en el margen izquierdo del Arga, conocido como Beloso Bajo,  ibcluido administrativamente en el barrio de la Chantrea. La actual división oficial lo agrupa en el barrio de «Ensanche/Zabalgunea», junto al primer y segundo ensanche; mientras que Beloso Bajo, forma parte del , ofiialmente del barrio de la Chantrea.

## Toponimia
Se han dado dos etimologías para palabra «Beloso», en ambos casos de origen vasco. Según Elías Martínez de Lecea, procedería de bil, billa o bel, escarpe o precipio, y el sufico aumentivo -oso; Jimeno Jurio, derivado de elor, espino con la inicial proteica, b; y como final el sufijo de abundancia, -so.

## Ubicación
Los límites del barrio (Beloso Alto) son los siguientespor el norte el río Arga que lo separa del municipio de Burlada, por el oeste Beloso Bajo; por el sur, el Segundo Ensanche y Lezkairu, y por el oeste el barrio Erripagaña.

## Características urbanas
La topografía del Beloso Alto, ha condicionado su morfología y estructura urbana. Salvo el seminario -situado al final de la avenida Baja Navarra-, y el Hospital San Juan de Dios,  queda ocupado por viviendas unifamiliares. 

## Transportes y comunicaciones
| Eskualdeko Hiri Garraioa/Transporte Urbano Comarcal |                          |                          |
| Inicio                                              | Línea                    | Fin                      |
| Belosogoiti/Beloso Alto                             | 10                       | Orkoien                  |
| Taxi Iruñerria                                      |                          |                          |
| Zona                                                | A                        | A                        |
| Estaciones                                          | Clínica San Juan de Dios | Clínica San Juan de Dios |